# Медицинске специјалности
Медицинске специјалности посебне су гране медицине које се у свакој земљи, посебним правилником, утврђују одлуком Министарства здравља.

## Правилник о специјализацијама
Правилником о специјализацијама и ужим специјализацијама здравствених радника и здравствених сарадника утврђује се:
- Врста специјализација и ужих специјализација
- Дужина трајање специјализације и садржина специјализација и ужих специјализација
- Програм обављања специјализација, односно ужих специјализација
- Начин обављања специјалистичког стажа и полагање специјалистичког испита
- Састав и рад испитних комисија
- Услови које морају испуњавати здравствене установе и приватна пракса, односно, Агенција за лекове и медицинска средства Србије, за обављање специјалистичког стажа
- Услови и начин признавања времена проведеног на раду као дела специјалистичког стажа
- Образац индекса и дипломе о положеном специјалистичком испиту, односно положеном испиту из уже специјализације.

## Специјализације за докторе медицине
Доктори медицине могу уписати и усавршавати се (специјализовати) у следећим гранама медицине, односно областима здравствене заштите, које трају од три до шест година:
1. интерна медицина,  као део клиничке односно куративне медицине школује лекаре који проучавају, препознају и лече неоперативним методама и спречавају настанак унутрашњих болести (болести срца, крви и крвних судова, органа за варење, плућа и др).
2. интернистичка онкологија или медиицинска онкологија,  независна је специјализација или субспецијализација интерне медицине призната широм Европске уније, Швајцарске, САД, Јапана, Кине, Јужне Америке и велики број других земаља у свету, која шклује кадар који је  медицине, усмерена на лечење малигних болести.[3]
3. инфектологија, школује кадар за посебну грану интерне медицине која се бави инфекцијом (локализованим инфективним променама) и инфективним (заразним) болестим, као раширеним (дисеминованим) инфективним процесом.[4]
4. педијатрија, школује кадар за посебну грану интерне медицине  која је дефинисана објектом свог интереса − дететом, од његовог рођења до краја адолесценције.[5]
5. неурологија, школује кадар који се бави нервним системом, који укључује мозак , кичмену мождину и нерве и лечи мождане ударе, туморе мозга и кичме, епилепсију, Паркинсонову болест и Алцхајмерову болест.
6. психијатрија;
7. дечја неурологија;
8. дечја и адолесцентна психијатрија;
9. гинекологија и акушерство;
10. општа хирургија;
11. абдоминална хирургија;
12. васкуларна хирургија;
13. грудна хирургија;
14. ортопедска хирургија и трауматологија;
15. дечја хирургија;
16. неурохирургија;
17. пластична, реконструктивна и естетска хирургија, коју неки називају и естетска хирургија школује кадар који обнавља или поправљају  кожу, лице, руке, груди или других делова тела, након након повреде, болести или из козметичких разлога.
18. максилофацијална хирургија;
19. урологија;
20. кардиохирургија;
21. Анестезиолози ургентна медицина;
22. анестезиологија, реаниматологија и интензивна терапија, школује кадрове једне од примењених грана медицине која се у пракси бави „искључењем бола“ и „медикаментним изазивањем сна“ (анестезија) као и лечење врло сложених стања везаних за појам "интензивног лечења".[6]
23. оториноларингологија, школује кадар који се бави лечењем болести ушију , носа, грла, синуса, главе, врата и респираторног система и реконструктивном и пластичном хирургијом главе и врата.
24. офталмологија;
25. дерматовенерологија, школује лекаре који лече проблема са кожом, косом, ноктима и стања изазвана полним инфекцијама.
26. физикална медицина и рехабилитација;
27. општа медицина;
28. медицина рада;
29. радиологија;
30. радијациона онкологија;
31. нуклеарна медицина;
32. патологија, школује  лекаре који се баве идентификацијом узрока болести испитивањем телесних ткива и течности под микроскопом.
33. судска медицина;
34. медицинска микробиологија;
35. клиничка биохемија;
36. клиничка фармакологија;
37. лабораторијска медицина;
38. имунологија;
39. хигијена;
40. епидемиологија;
41. социјална медицина;
42. спортска медицина;
43. трансфузијска медицина;
44. ваздухопловна медицина;
45. медицинска статистика и информатика;
46. палијативно збрињавање,
47. алергологија, школује кадар за посебну грану интерне медицине која лечи поремећаје имуног система као што су астма, екцем, алергије на храну, алергије на убоде инсеката и неке аутоимуне болести.

## Специјализације за докторе стоматологије
Доктори стоматологије могу уписати и усавршавати се (специјализовати) у следећим гранама стоматологије, односно областима здравствене заштите, које трају од три до пет година:
1. превентивна и дечја стоматологија;
2. болести зуба и ендодонција;
3. стоматолошка протетика;
4. парадонтологија и орална медицина;
5. ортопедија вилица;
6. орална хирургија;
7. максилофацијална хирургија ,
8. медицинска статистика и информатика.

## Специјализације за дипломиране фармацеуте и магистре фармације
Дипломирани фармацеути и магистри фармације могу уписати и усавршавати се (специјализовати) у следећим гранама фармације, односно областима здравствене заштите, које трају од две до четири година: 
1. клиничка фармација;
2. медицинска биохемија;
3. токсиколошка хемија;
4. санитарна хемија;
5. испитивање и контрола лекова;
6. фармакотерапија;
7. фармацеутска технологија;
8. контрола и примена лековитих биљака;
9. социјална фармација;
10. медицинска статистика и информатика.

## Специјализације за дипломиране фармацеуте - медицинске биохемичаре и магистре фармације
Дипломирани фармацеути - медицински биохемичари и магистри фармације - медицински биохемичари могу уписати и усавршавати се (специјализовати) у следећим гранама фармације, односно областима здравствене заштите, које трају од три до четири година: 
1. фармакотерапија;
2. медицинска биохемија;
3. санитарна хемија;
4. токсиколошка хемија;
5. медицинска статистика и информатика.